# Mobiltelefon
En mobiltelefon er en bærbar håndholdt telefon. Ud over den essentielle funktion, som almindelig telefon, har de fleste mulighed for at sende SMS-beskeder. Mere avancerede mobiltelefoner kan desuden sende MMS-beskeder, e-post, surfe på internettet, fotografere, optage video, modtage radio, afspille MP3-filer, virke som GPS og/eller som PDA. Mobiltelefonen er blevet så avanceret, at den i praksis benyttes til alt muligt andet, foruden til telefoni. Modeller, som betjenes via trykfølsom skærm, kaldes også smartphones.

## Overblik
De tidligste mobiltelefoner i Norden brugte den analoge NMT-teknologi, men i dag anvender alle mobiltelefoner det digitale mobiltelefoninet GSM eller den nyere UMTS-teknologi. I Japan anvendes PDC-mobiltelefoni, mens man i USA og få andre lande bruger D-AMPS og IS-95. En del GSM-net er udbygget med GPRS- og EDGE-teknologi, hvilket giver højere hastighed og bedre udnyttelse, når mobiltelefonen anvendes til mobilt internet.
En lang række virksomheder sælger mobiltelefoni under forskellige former. Visse af virksomhederne lejer sig ind på de store netværksoperatørers net.

## Skadelighed
Det har været debatteret, hvorvidt overdreven brug af mobiltelefoner er sundhedsskadelig. Dog har et dansk studie fra 2006 med 420.095 mobilkunder vist, at risikoen for at udvikle hjernekræft er den samme med og uden mobiltelefoni, mens en stor svensk rapport fra Strålsäkerhetsmyndigheten i 2013 konkluderede, at der ingen sundhedsskadelige virkninger var ved brugen af mobiltelefoner, iPads og andre typer af tablets..
Et andet problem forbundet med produktionen af mobiltelefoner er brugen af konfliktressourcer i deres fremstilling. Dette er en problemstilling som fabrikanten Fairphone, har forsøgt at løse ved at fremstile en telefon der så vidt muligt ikke indeholder konflikt mineraler og produceres under regulerede arbejdsvilkår..

## Digitale mobiltelefonnet
GSM-telefoner i Europa anvender 900 MHz- og 1800 MHz-båndene. I praksis er alle GSM-telefoner solgt her dualband, hvilket vil sige, at de kan håndtere to frekvenser. Ønsker man at kunne anvende sin mobiltelefon i USA (og nogle få andre lande), skal den kunne anvende 1900 MHz-båndet, og dermed typisk være en triband-telefon. Det er stort set alle mobiltelefoner i dag. Der findes også telefoner af typen quadband, som også gør brug af 850 MHz-frekvensbåndet i USA.
Der er over de seneste år sket stor udvikling omkring mobiltelefoner og deres tilhørende netværk. GSM båndet består stadig i sin oprindelige form, men eftersom langt de fleste mobiltelefoner vesten, i dag er erstattet af smartphones, hvor en stigende datamængde og efterspørgsel på højere datahastigheder skubber udviklingen er vi nu oppe og kunne benytte det såkaldte 5G netværk - undervejs har vi både haft 3G og 4G.
5G er 5 generations mobil netværk, med større datahastigheder end 4G
4G står for "fourth generation mobile networks", og er fjerde generations mobilnetværk. For at en netværksteknologi kan kaldes 4G, så kræves det at der kan tilbydes hastigheder på omkring 100 Mbit/s til mobile enheder og 1 Gbit/s til stationære enheder.
3G LTE også kendt som UMTS var det første højhastigheds mobile datanetværk. 3G findes i en hurtigere variant Turbo 3G, også kendt som HSDPA. UMTS anvender 2100 MHz-frekvensbåndet.

## Producenter af mobiltelefoner
Markedets to største producenter af mobiltelefoner er ifølge en opgørelse fra 2015 fra markedsanalyseselskabet IDC Samsung (almindelige telefoner og smartphones) og Apple (smartphones).
| Producent           | Markedsandel i millioner | Markedsandel i % |
| ------------------- | ------------------------ | ---------------- |
| Samsung Electronics | 446,7                    | 24,5 %           |
| Nokia               | 251,0                    | 13,7 %           |
| Apple Inc.          | 153,4                    | 8,5 %            |
| LG Electronics      | 70,0                     | 3,8 %            |
| Huawei              | 55,5                     | 3,0 %            |
| Øvrige              | 845,2                    | 46,4 %           |
| Total               | 1.821,8                  | 100 %            |

Andre store producenter tæller: Sony, ZTE, Lenovo, HTC, BlackBerry, Motorola og Sharp.

## Tilbehør
Der findes en lang række tilbehør til mobiltelefoner fx:
- Mobilcovere
  - bruges til at beskytte mobiltelefoner, og er blevet mere udbredte med indførelsen af smartphones, idet mange telefoner af denne type er nemt modtagelige over for stød og ridser, der kan ødelægge skærmen.

- Headset
  - Bruges til at høre lyd og som håndfri betjening ved samtaler.
  - Findes i både kablede og trådløse udgaver. Kablede udgaver tillsuttes som regel via 4-polet mini-jack stik, mens trådløse benytter Bluetooth teknologien.
- Stylus
  - Pen som benyttes til at betjene smartphones. Med en stylus opnås et mere præcist tryk på skærmen, og det letter fx. tegning eller afgivelse af underskrift på skærmen.